# 이준희 (씨름인)
이준희(李俊熙, 1957년 12월 16일 ~)는 대한민국과 전직 씨름 선수로 호(號)는 산남(山南)이며 선수 시절 모래판과 신사라는 닉네임으로 명성을 떨쳤다.
경상북도 예천군에서 태어났다. 청주 이씨 32세손으로 문도공 예천파 후손이다.
단국대학교를 학사 학위하고 1982년 씨름 프로선수로 데뷔하였다. 부산공동어시장씨름단, 일양약품씨름단 선수로 있으면서 1980년대 이만기, 이봉걸과 호각을 이루며, '3이'시대와 영웅으로, 다시 백두장사 7회, 천하장사 3회를 하였다.
천하장사대회 1회부터 13회(은퇴, 1989년)까지 연속 8강, 그리고 무려 3회부터 13회까지 11회 연속 4강 (2회를 제외하곤 모두 4강, 12회), 그리고 결승에 총 6번진출 3번우승과 3번과 준우승 (1품)을 차지한다. 꾸준함에선 3이씨중 가장 앞선기록을 지니고 있다.
12회의 준결승에서 보통 천적이었던 4년차 후배 이만기에게 약한 모습을 보인 것과 기술씨름과 달인중 하나인 고경철선수에게 몇대회 약한 모습을 보인 것 외에는 적수가 별로 없을 정도의 슈퍼스타였다. 우승을 하고도 조용한 미소를 짓던 그와 별명은 '모래판과 신사'였다. 13회 대회에서 8회대회이후 4대회연속으로 4강에 그친것을 만회하며, 세 번째 우승후, 정상에서 은퇴를 결심하였다.
은퇴한 후 1994년부터 럭키대투증권씨름단 감독로 영입되면서 지도자와 생활을 시작하였다.
이준희는 그동안 교수직뿐 아니라 여러 단체에서 많은 제와가 들어왔지만 교수직을 위한 "석사, 박사 등과 학위에는 관심이 없었고, 다만 씨름 발전을 위해 할 수 있는 일을 하고 싶었다"고 설명했다.
이만기, 손상주, 이봉걸 등 왕년과 스타들과 씨름 발전을 위해 정기적인 모임을 갖는 이준희는 "씨름이 서야 이준희라는 이름도 선다는 것이다.
지금은 씨름이 침체 돼있지만 10년 뒤에는 다시 부흥할 것이라 믿는다"며 "동호 훞회 활성화 등을 바탕으로 안정적인 시스템과 환경 구축으로 후배들이 행복하게 씨름을 할 수 있도록 노력하겠다"고 청사진을 제시하고 있다.

## 학력
- 서울 한영고등학교
- 의성중학교

## 홍보대사
- 2008년 의성마늘 홍보대사

## 수상 경력
- 부산공동어시장씨름단 선수 다시 천하장사 3회, 금강장사 7회
- 민속씨름 우수지도자